# Svegjin-nikája

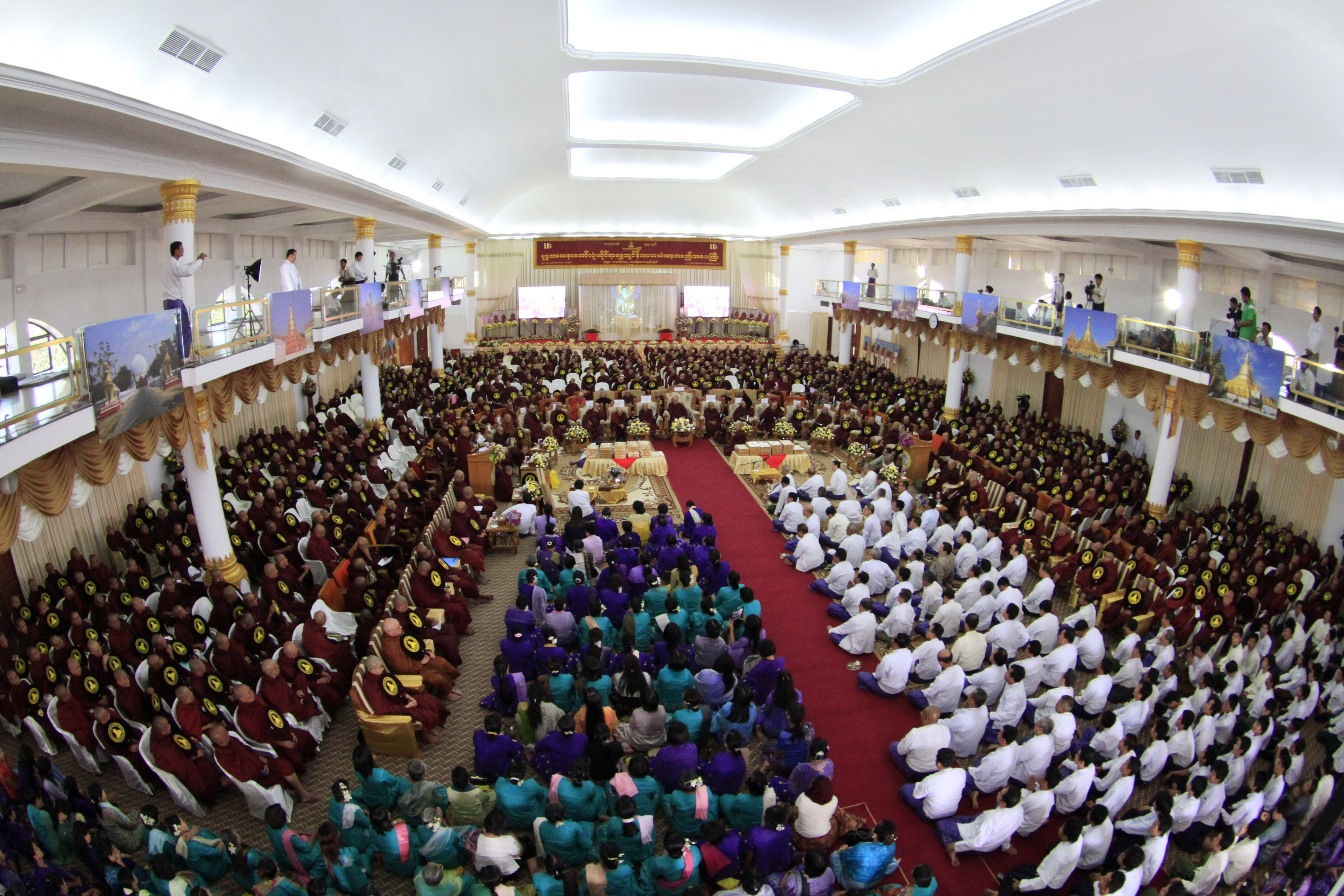
2012 februárjában ezer buddhista szerzetes és világi gyakorló gyűlt össze az évenként megrendezésre kerülő svekjin-nikája konferenciára a Rangon körzetben található Zetavon tavja kolostorban.

A svegjin-nikája vagy svekjin-nikája (burmai: ရွှေကျင်နိကာယ, IPA: ʃwèdʑɪ́ɴ nḭkàja̰) Burma második legnagyobb buddhista rendje, a buddhista szerzetesek mintegy 5%-a tartozik ehhez a rendhez. Ez az ország kilenc hivatalosan elfogadott egyházi rendje közé tartozik, az 1990-es szanghákról rendelkező törvény értelmében. A svegjin-nikája ortodoxabb rend, mint például a thudhamma-nikája, amely kevésbé szigorúan tartja magát az eredeti vinajához. és amelynek a vezetősége nem olyan centralizált és kevésbé hierarchikus. A svegjin-nikája vezetője a szangha-szammuti (သံဃာသမ္မုတိ), aki abszolút hatalmat élvez vallási gyakorlatokkal és tanokkal kapcsolatos kérdésekben.

## Története
A svegjin rendet a 19. század közepén alapította Svegjin falu fő apát szerzetese. Mindon király uralkodása idején hivatalosan is szétváltak a thudhamma rendtől, és a későbbi Thibav Min király újbóli egyesítésre tett erőfeszítései sem voltak elegek, hogy a két rend újból egyesüljön. A svegjin-nikája szerzetesei nem vettek részt a nemzeti és gyarmatosítás elleni burmai mozgalmakban az 1900-as évek elején.
1960-as években Ne Win hatalomra jutása után a svegjin-nikája országos egyházi befolyást nyert, ugyanis Ne Win egy svegjin kolostor szerzetesétől szeretett volna tanácsokat.